# Kogo (yacht)
Pour les articles homonymes, voir Kogo.
Le Kogo est un yacht à moteur de luxe construit par Leroux Naval à Lanester, en France.

## Historique
Il fut la propriété de Mansour Ojjeh, homme d’affaires franco-saoudien. À sa mort, survenue en 2021, le yacht a été acheté par le milliardaire hong-kongais Samuel  Tak Lee (en).
L'architecture navale a été conçue par Alstom Marine, tandis que l'intérieur du yacht a été conçu par Terence Disdale Design et l'extérieur conçu par Tim Heywood Design.
Le yacht a été fabriqué en 2005 par les chantiers Leroux Naval basés à Lanester, à l'époque groupe Alstom Marine  et est lors de son lancement en janvier 2006 le plus gros yacht privé de construction française. Il le demeurera jusqu'en 2019, avec le lancement du Yersin de François Fiat par le groupe Piriou.
Le nom de Kogo est le nom de l'épouse de son commanditaire et premier propriétaire.
En 2013, Kogo détient le titre du cent troisième plus grand yacht privé du monde, avec une longueur de 71,71 mètres (235,3 pieds).

## Caractéristiques
La coque du Kogo est en acier, tandis que sa superstructure est en aluminium, d'une longueur de 71,71 mètres (235,3 pieds) de long pour une largeur de 14,20 m, d'un tirant d'eau de 3,80 m, le tout pour une jauge brute de 1 892 tonneaux. Son pont terrasse est en teck.
Motorisé par 2 moteurs diesel Mtu/Caterpillar, pour une puissance totale de 4 076 ch (3 000 kW), le yacht atteint une vitesse de croisière de 13 nœuds (24 km/h) avec une vitesse maximum de 16 nœuds (29,6 km/h) grâce à 2 pods. Les 202 000 litres de son réservoir permettent au Kogo de naviguer sur 7 000 milles (13 000 km) à 13 nœuds
Le Kogo dispose de 800 m2 d’espace habitable, dont 7 suites composées d'une cabine pour les propriétaires, 4 cabines doubles et 2 cabines avec lits jumeaux pour accueillir les 14 passagers, le tout servi par 21 membres d'équipage. Il est équipé d'aménagements des yachts de luxe, à savoir de stabilisateurs d'ancrage, d'une hélisurface, d'un jacuzzi sur le pont arrière, d'une piscine